# سونیا جایاسیلان
 سونیا جایاسیلان (انگلیسی: Sonya Jeyaseelan؛ زادهٔ ۲۴ آوریل ۱۹۷۶) یک تنیس‌باز اهل کانادا است. 